# Sanjō Sanetomi
Príncipe Sanjō Sanetomi (三条 実美; Quioto, 13 de março de 1837 – Tóquio, 18 de fevereiro de 1891) foi um nobre da corte imperial e estadista japonês durante a Restauração Meiji. Desempenhou importantes funções no Governo Meiji, ocupando diversos cargos de alto escalão. Além de ser o 31.º chefe da família Sanjō, era conhecido pelo pseudônimo Ridō (梨堂) e também utilizou o nome alternativo Nashiki Seisai (梨木 誠斉).
Durante o final do período Edo (Bakumatsu), Sanjō Sanetomi foi uma das figuras centrais do movimento Sonnō Jōi (Reverência ao Imperador, Expulsão dos Bárbaros) e da facção pró-Derrubada do Xogunato. Após a Restauração Meiji, tornou-se um dos estadistas mais influentes, ocupando cargos como Udaijin (Ministro da Direita), Dajō Daijin (Chanceler do Reino), Naidaijin (Ministro do Interior) e membro da Câmara dos Pares. Além disso, após a criação do gabinete de governo, também atuou como primeiro-ministro interino.

## Biografia

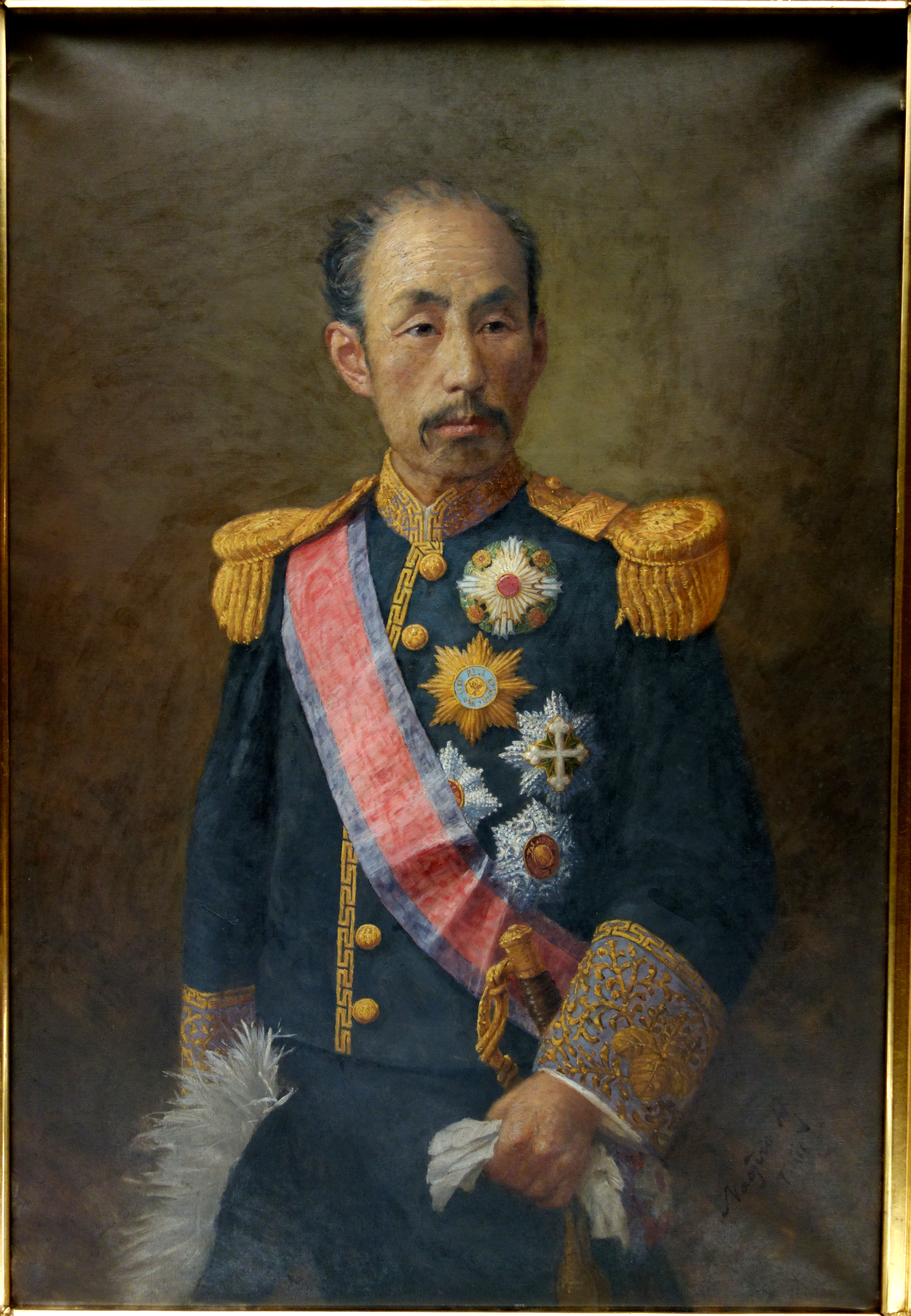
Retrato por Harada Naojirō

Nascido em Quioto, 1837, Sanjō era filho do Naidaijin Sanjō Sanetsumu. Ele ocupou vários cargos importantes na Corte e se tornou uma figura central no movimento antiocidental e anti-Tokugawa Sonnō jōi ("Reverência ao Imperador, Expulsão dos Bárbaros").
Quando o golpe de estado de 30 de setembro de 1863 trouxe as facções mais moderadas de Aizu e Satsuma ao poder, ele fugiu para Chōshū. Ele retornou a Quioto após a renúncia do shōgun Tokugawa Yoshinobu em 1867.
Os primeiros escritórios administrativos (Sanshoku) do governo Meiji foram estabelecidos em 3 de janeiro de 1868: o Sōsai (Presidente), o Gijō (Administração) e o San'yo (Gabinete dos Conselheiros). Esses cargos foram abolidos em 11 de junho de 1868, com o estabelecimento do Dajō-kan (Grande Conselho de Estado). No novo governo Meiji, Sanjō foi chefe do Gijo, Ministro da Direita (右大臣; 11 de junho de 1868 – 15 de agosto de 1871) e Chanceler do Reino (Dajō-daijin) (15 de agosto de 1871 – 22 de dezembro de 1885).
Sanjō recebeu o Grande Cordão da Ordem Suprema do Crisântemo em 1882. Em 7 de julho de 1884, seu título foi alterado para koshaku (Príncipe) sob o sistema de nobreza kazoku.
Sanjō serviu até a abolição do sistema dajōkan em 1885. Depois que o sistema de gabinete foi estabelecido, ele se tornou Lorde Guardião do Selo Privado do Japão.
Em 1889, quando o primeiro-ministro Kuroda Kiyotaka e seu gabinete renunciaram em massa, o imperador Meiji apenas aceitou a renúncia de Kuroda e convidou formalmente Sanjō para chefiar o governo. O Imperador recusou-se a nomear um novo primeiro-ministro pelos próximos dois meses, tornando Sanjō o único primeiro-ministro do Japão (embora interino) que também ocupou simultaneamente o cargo de Lorde Guardião do Selo Privado. [a]
Em 1890, ele assumiu uma cadeira na nova Câmara dos Pares na Dieta do Japão, estabelecida pela Constituição Meiji. Após sua morte em 1891, foi-lhe concedido um funeral de estado. Seu túmulo fica no templo de Gokoku-ji em Bunkyō, Tóquio.

## Na mídia

### Filmes
- Ishin no Kyōraku (維新の京洛; 1928, Nikkatsu) – Interpretado por Kanichi Tani.
- Ōmura Masujirō (大村益次郎; 1942, Shinkō Kinema) – Interpretado por Yutaka Mimasa).
- Tokugawa Ichizoku no Hōkai (徳川一族の崩壊; 1980, Toei) – Interpretado por Akitarō Hayashi).
- Moeyo Ken (燃えよ剣; 2021, Toho) – Interpretado por Nao Shimakawa.

### Séries de TV
- Fūsetsu (風雪; 1964, NHK) – Interpretado por Nobuō Kawai.
- Sanshimai (三姉妹; 1967, NHK Taiga Drama) – Interpretado por Kantarō Suga.
- Ryōma ga Yuku (竜馬がゆく; 1968, NHK Taiga Drama) – Interpretado por Tetsuya Aoyama.
- Kashin (花神 ; 1977, NHK Taiga Drama) – Interpretado por Hidekazu Nagai.
- Kumo o Tobikose (雲を翔びこせ; 1978, TBS) – Interpretado por Hitoshi Komuro.
- Byakkotai (白虎隊; 1986, Nippon TV) – Interpretado por Masami Horiuchi.
- Tabaruzaka (田原坂; 1987, Nippon TV) – Interpretado por Masami Horiuchi.
- Kiheitai (奇兵隊; 1989, Nippon TV) – Interpretado por Masami Horiuchi.
- Tobu ga Gotoku (翔ぶが如く; 1990, NHK Taiga Drama) – Interpretado por Takuzō Kadono.
- Tokugawa Yoshinobu (徳川慶喜; 1993, NHK Taiga Drama) – Interpretado por Makoto Utsugi.
- Yakai no Hate (夜会の果て; 1997, NHK) – Interpretado por Takuzō Kadono.
- Ryōma Den (龍馬伝; 2010, NHK Taiga Drama) – Interpretado por Mansaku Ikeuchi.
- JIN - Jin - Kanketsu-hen (JIN-仁- 完結編; 2011, TBS) – Interpretado por Tomoya Harunobu.
- Yae no Sakura (八重の桜; 2013, NHK Taiga Drama) – Interpretado por Eisuke Sasai.
- Hana Moyu (花燃ゆ; 2015, NHK Taiga Drama) – Interpretado por Shōzō Uesugi.
- Segodon (西郷どん; 2018, NHK Taiga Drama) – Interpretado por Kusei Nomura Manzō.
- Seiten o Tsuke (青天を衝け; 2021, NHK Taiga Drama) – Interpretado por Yūta Kanai.

### Animações
- Manga Nihonshi (まんが日本史; 1983, Nippon TV) – Voz de Mikio Terashima.[carece de fontes?]

### Outras representações
- Busto dos Cinco Sábios (五賢人胸像; 1967)
  - Supervisionado por Seibō Kitamura e produzido por Ikkyū Kogane-maru.
  - Exposto no antigo Tama Seiseki Memorial Museum.
  - O busto de Sanjō Sanetomi é exibido ao lado das estátuas de Kido Takayoshi, Iwakura Tomomi, Okubo Toshimichi e Saigō Takamori.[5][6] Diferente de outras representações históricas, este conjunto destaca Saigō Takamori em vez de Itō Hirobumi.[6]

## Honrarias

### Classificação de Honra
- Primeiro Grau (Shoichii) – 18 de fevereiro de 1891

### Título de Nobreza
- Príncipe (Koshaku) – 7 de julho de 1884[1]

### Condecorações
- Ordem do Sol Nascente, Grande Cordão de Primeira Classe – 29 de dezembro de 1876
- Ordem do Crisântemo, Grande Cordão – 11 de abril de 1882
- Medalha de Louvor em Prata, Fita Amarela – 21 de fevereiro de 1889[7]
- Medalha Comemorativa da Promulgação da Constituição do Império do Japão – 25 de novembro de 1889[8]

## Ancestralidade
Fonte:
|  |                                                              |  |  |  |  |  |  |  |  |  |  |  |  |  |  |  |
|  | 16. Sanjō Sueharu (1733–1782)                                |  |  |  |  |  |  |  |  |  |  |  |  |  |  |  |
|  |                                                              |  |  |  |  |  |  |  |  |  |  |  |  |  |  |  |
|  |                                                              |  |  |  |  |  |  |  |  |  |  |  |  |  |  |  |
|  | 8. Sanjō Saneoki (1756–1823)                                 |  |  |  |  |  |  |  |  |  |  |  |  |  |  |  |
|  |                                                              |  |  |  |  |  |  |  |  |  |  |  |  |  |  |  |
|  |                                                              |  |  |  |  |  |  |  |  |  |  |  |  |  |  |  |
|  | 17. Ii                                                       |  |  |  |  |  |  |  |  |  |  |  |  |  |  |  |
|  |                                                              |  |  |  |  |  |  |  |  |  |  |  |  |  |  |  |
|  |                                                              |  |  |  |  |  |  |  |  |  |  |  |  |  |  |  |
|  | 4. Sanjō Kinosa (1774–1840)                                  |  |  |  |  |  |  |  |  |  |  |  |  |  |  |  |
|  |                                                              |  |  |  |  |  |  |  |  |  |  |  |  |  |  |  |
|  |                                                              |  |  |  |  |  |  |  |  |  |  |  |  |  |  |  |
|  | 18. Hachisuka Muneshige, 8.º Senhor do Tokushima (1721–1780) |  |  |  |  |  |  |  |  |  |  |  |  |  |  |  |
|  |                                                              |  |  |  |  |  |  |  |  |  |  |  |  |  |  |  |
|  |                                                              |  |  |  |  |  |  |  |  |  |  |  |  |  |  |  |
|  | 9. Hachisuka Yoshiko (1753–1774)                             |  |  |  |  |  |  |  |  |  |  |  |  |  |  |  |
|  |                                                              |  |  |  |  |  |  |  |  |  |  |  |  |  |  |  |
|  |                                                              |  |  |  |  |  |  |  |  |  |  |  |  |  |  |  |
|  | 19. Oze                                                      |  |  |  |  |  |  |  |  |  |  |  |  |  |  |  |
|  |                                                              |  |  |  |  |  |  |  |  |  |  |  |  |  |  |  |
|  |                                                              |  |  |  |  |  |  |  |  |  |  |  |  |  |  |  |
|  | 2. Sanjō Sanetsumu (1802–1859)                               |  |  |  |  |  |  |  |  |  |  |  |  |  |  |  |
|  |                                                              |  |  |  |  |  |  |  |  |  |  |  |  |  |  |  |
|  |                                                              |  |  |  |  |  |  |  |  |  |  |  |  |  |  |  |
|  | 20. Ichijō Michika (1722–1769)                               |  |  |  |  |  |  |  |  |  |  |  |  |  |  |  |
|  |                                                              |  |  |  |  |  |  |  |  |  |  |  |  |  |  |  |
|  |                                                              |  |  |  |  |  |  |  |  |  |  |  |  |  |  |  |
|  | 10. Ichijō Teruyoshi (1756–1795)                             |  |  |  |  |  |  |  |  |  |  |  |  |  |  |  |
|  |                                                              |  |  |  |  |  |  |  |  |  |  |  |  |  |  |  |
|  |                                                              |  |  |  |  |  |  |  |  |  |  |  |  |  |  |  |
|  | 21. Ikeda Shizuko                                            |  |  |  |  |  |  |  |  |  |  |  |  |  |  |  |
|  |                                                              |  |  |  |  |  |  |  |  |  |  |  |  |  |  |  |
|  |                                                              |  |  |  |  |  |  |  |  |  |  |  |  |  |  |  |
|  | 5. Ichijō Masako (1776–1841)                                 |  |  |  |  |  |  |  |  |  |  |  |  |  |  |  |
|  |                                                              |  |  |  |  |  |  |  |  |  |  |  |  |  |  |  |
|  |                                                              |  |  |  |  |  |  |  |  |  |  |  |  |  |  |  |
|  | 22. Tokugawa Shigenori, 8.º Senhor do Kishū (1746–1829)      |  |  |  |  |  |  |  |  |  |  |  |  |  |  |  |
|  |                                                              |  |  |  |  |  |  |  |  |  |  |  |  |  |  |  |
|  |                                                              |  |  |  |  |  |  |  |  |  |  |  |  |  |  |  |
|  | 11. Tokugawa Atsuhime                                        |  |  |  |  |  |  |  |  |  |  |  |  |  |  |  |
|  |                                                              |  |  |  |  |  |  |  |  |  |  |  |  |  |  |  |
|  |                                                              |  |  |  |  |  |  |  |  |  |  |  |  |  |  |  |
|  | 23. Sasaki Fusanokata                                        |  |  |  |  |  |  |  |  |  |  |  |  |  |  |  |
|  |                                                              |  |  |  |  |  |  |  |  |  |  |  |  |  |  |  |
|  |                                                              |  |  |  |  |  |  |  |  |  |  |  |  |  |  |  |
|  | 1. Sanjō Sanetomi (1837–1891)                                |  |  |  |  |  |  |  |  |  |  |  |  |  |  |  |
|  |                                                              |  |  |  |  |  |  |  |  |  |  |  |  |  |  |  |
|  |                                                              |  |  |  |  |  |  |  |  |  |  |  |  |  |  |  |
|  | 24. Yamauchi Toyonobu, 8.º Senhor de Tosa (1712–1768)        |  |  |  |  |  |  |  |  |  |  |  |  |  |  |  |
|  |                                                              |  |  |  |  |  |  |  |  |  |  |  |  |  |  |  |
|  |                                                              |  |  |  |  |  |  |  |  |  |  |  |  |  |  |  |
|  | 12. Yamauchi Toyochika, 9.º Senhor de Tosa (1750–1789)       |  |  |  |  |  |  |  |  |  |  |  |  |  |  |  |
|  |                                                              |  |  |  |  |  |  |  |  |  |  |  |  |  |  |  |
|  |                                                              |  |  |  |  |  |  |  |  |  |  |  |  |  |  |  |
|  | 25. Isasa Megumi                                             |  |  |  |  |  |  |  |  |  |  |  |  |  |  |  |
|  |                                                              |  |  |  |  |  |  |  |  |  |  |  |  |  |  |  |
|  |                                                              |  |  |  |  |  |  |  |  |  |  |  |  |  |  |  |
|  | 6. Yamauchi Toyokazu, 10.º Senhor de Tosa (1773–1825)        |  |  |  |  |  |  |  |  |  |  |  |  |  |  |  |
|  |                                                              |  |  |  |  |  |  |  |  |  |  |  |  |  |  |  |
|  |                                                              |  |  |  |  |  |  |  |  |  |  |  |  |  |  |  |
|  | 26. Mōri Shigetaka, 8.º Senhor do Chōshū                     |  |  |  |  |  |  |  |  |  |  |  |  |  |  |  |
|  |                                                              |  |  |  |  |  |  |  |  |  |  |  |  |  |  |  |
|  |                                                              |  |  |  |  |  |  |  |  |  |  |  |  |  |  |  |
|  | 13. Mōri Yuhime (1749–1780)                                  |  |  |  |  |  |  |  |  |  |  |  |  |  |  |  |
|  |                                                              |  |  |  |  |  |  |  |  |  |  |  |  |  |  |  |
|  |                                                              |  |  |  |  |  |  |  |  |  |  |  |  |  |  |  |
|  | 27. Tachibana Toyo                                           |  |  |  |  |  |  |  |  |  |  |  |  |  |  |  |
|  |                                                              |  |  |  |  |  |  |  |  |  |  |  |  |  |  |  |
|  |                                                              |  |  |  |  |  |  |  |  |  |  |  |  |  |  |  |
|  | 3. Yamauchi Noriko (1803–1872)                               |  |  |  |  |  |  |  |  |  |  |  |  |  |  |  |
|  |                                                              |  |  |  |  |  |  |  |  |  |  |  |  |  |  |  |
|  |                                                              |  |  |  |  |  |  |  |  |  |  |  |  |  |  |  |
|  | 14. Masui Minoru                                             |  |  |  |  |  |  |  |  |  |  |  |  |  |  |  |
|  |                                                              |  |  |  |  |  |  |  |  |  |  |  |  |  |  |  |
|  |                                                              |  |  |  |  |  |  |  |  |  |  |  |  |  |  |  |
|  | 7. Masui Hisae                                               |  |  |  |  |  |  |  |  |  |  |  |  |  |  |  |
|  |                                                              |  |  |  |  |  |  |  |  |  |  |  |  |  |  |  |
|  |                                                              |  |  |  |  |  |  |  |  |  |  |  |  |  |  |  |